# Чистяков, Виктор Иванович
Виктор Иванович Чистяков (30 июня 1943, Ленинград, СССР — 18 мая 1972, Харьков, СССР) — советский актёр и пародист.
Музыковеды называют Чистякова первопроходцем в жанре советской музыкальной пародии. Обладал уникальным голосом, позволявшим аутентично петь как мужские, так и женские партии популярных исполнителей. Полученные в хореографическом училище танцевальные и акробатические навыки, пластика и незаурядный артистизм, необычная для советской эстрады тех лет раскрепощённость на сцене, обаяние и природное чувство юмора снискали Чистякову феноменальный успех у публики. С 1968 по 1972 год провёл более 1000 концертов — на площадках от Москвы до Тюмени, от Ленинграда до Сочи, включая самые престижные залы, такие как Колонный зал Дома Союзов. За эти четыре года творческой деятельности Чистяков стал заметной и узнаваемой персоной в развлекательных передачах на советском телевидении, постоянным участником новогоднего «Голубого огонька». В то же время его театральная карьера не имела успеха.
Погиб 18 мая 1972 года незадолго до своего 29-летия в авиакатастрофе под Харьковом.
По экспертным оценкам организаторов шоу-бизнеса, Виктор Чистяков оказал влияние на целую плеяду советских и российских пародистов (в частности, Геннадия Хазанова).

## Биография

### Ранние годы, учёба в театральном институте
Виктор Чистяков родился 30 июня 1943 года в Ленинграде в семье, не имевшей отношения к искусству. Кроме него в семье было две сестры. Родители обратили внимание на артистическую одаренность сына (в три года после просмотра балета «Лебединое озеро» он искусно подражал всем артистам) и со 2-го класса школы отдали его в хореографическое училище имени А. Я. Вагановой. Однако в 7-м классе из-за перегрузок, сказывавшихся на здоровье, он ушёл из училища по настоянию отца. Но вскоре Чистяков поступает в музыкальную школу и оканчивает её по классу кларнета. В 1962 году Виктор поступает на актёрский факультет Ленинградского государственного института театра, музыки и кино (ЛГИТМиК).
Курс был экспериментальным, в систему воспитания будущих актёров педагоги включали этюды на подражание зверям и птицам. Именно здесь, в институте, Чистяков обрёл умение владеть интонацией, голосом, мимикой и жестом. Он учился на драматическом курсе, а не на курсе эстрады, но уже тогда пародировал всех — преподавателей, студентов, друзей. На учебных занятиях в институте его талант пародии никак не развивался, но в жизни он это делал беспрерывно. Чистяков постоянно участвовал в студенческих концертах, ни один капустник не проходил без его участия, и именно здесь впервые прозвучали вокальные пародии на Ивана Козловского и Сергея Лемешева. Дипломной работой Чистякова был Король в «Обыкновенном чуде» Евгения Шварца.
В мае 1966 года, незадолго до выпуска из института, Чистяков женился на подруге студенческих лет Наталье Рыбаковой — однокурснице, изящной стройной блондинке, у которой в будущем не сложилась карьера актрисы — ни в ленинградских, ни в московских театрах: ей так и не удалось выйти из массовки. С женой Чистяков прожил шесть лет, вплоть до своей гибели. Детей у супругов не было.

### Начало театральной карьеры
По окончании института в 1966 году Чистяков сразу же был приглашён в Ленинградский драматический театр им. В. Ф. Комиссаржевской, где дебютировал в спектакле «Принц и нищий» по Марку Твену в роли пажа. В театре Чистяков познакомился с молодыми актёрами Станиславом Ландграфом и Ильёй Резником. У всех троих с ролями было не густо, нерастраченная энергия выплёскивалась на актёрские «капустники». Когда Ландграф и Резник обнаружили, что Чистяков владеет даром имитации, то начали сочинять для него пародийные тексты. С этим литературным материалом Чистяков вскоре начал работать на эстраде.
Чистяков мечтал попробовать себя на другой сцене. Ему настойчиво советовали уехать в Москву, и Чистяков уже был готов к этому. Он обратился к Юрию Любимову в Театр на Таганке, но поставил условие, что пойдёт туда только вместе с женой, на что мэтр ответил отказом. Виктор отказался даже встретиться с Любимовым, чтобы поискать компромиссный вариант. При этом Чистяков не хотел бросать театр, цеплялся за него. Виктор, по воспоминаниям современников, был человеком очень театральным и очень ранимым, жил в мире искусства, достаточно замкнутом и хрупком.
В театре у Чистякова так и не сложилось, но, открыв жанр музыкальной пародии на сцене, и, главное, на телевидении, артист стал весьма популярен. Чистяков появился на всесоюзной эстраде в 1968 году. Его карьера телевизионной персоны быстро достигла пика и продолжалась 4 года.
Когда Чистяков приобрёл всесоюзную популярность, власти Ленинграда выделили ему с женой небольшую 2-комнатную квартиру в престижном доме на Васильевском острове.
В 1971 году Чистякова с женой взял к себе в Московский драматический театр имени Н. В. Гоголя режиссёр Борис Голубовский. Тогда же Чистяков с женой переехали в Москву, получив по обмену квартиру в районе Белорусского вокзала. Вселиться туда супруги не успели, жили в общежитии актёров Театра имени Гоголя. К тому времени Чистяков уже стал востребованным артистом эстрады, без него не обходился новогодний «Голубой огонёк», много гастролировал по СССР.

### Пародии
В 1968 году Чистяков сделал номер «Радиоконцерт по заявкам для тех, кто спит». Абсолютный слух и богатство голосового аппарата сочетались у артиста с редкостным даром имитатора, пародиста. Он начал с пародий на Леонида Утёсова, Сергея Лемешева и Клавдии Шульженко, а потом менял и добавлял номера. Феноменальный голосовой диапазон Чистякова позволял подражать как бархатному голосу Леонида Утёсова, так и тенорам Сергею Лемешеву и Ивану Козловскому, но особенный восторг публики вызывали женские образы — Мирей Матьё, Клавдии Шульженко, Людмилы Зыкиной, Эдиты Пьехи и других знаменитостей того времени. В конце 1960-х — начале 1970-х годов Чистяков был одним из наиболее популярных артистов на советской эстраде.
За Чистяковым закрепилось прозвище «гений пародии». Случалось, что исполнение Чистяковым песен тех артистов, которых он пародировал со сцены, превосходило оригинал, а сами артисты иногда не могли отличить свой голос от голоса Чистякова. Своими выступлениями он заслужил любовь среди миллионов телезрителей.
Чистяков много работал на эстраде. Он выступил в 1000 с лишним концертов. Однажды за 10 дней Новогодних каникул он дал 60 концертов. По воспоминаниям современников, Чистяков «сжигал» себя бесконечными поездками, одно его имя в афишах гарантировало аншлаг. Чистяков участвовал в большом количестве теле- и радиопередач, праздничных концертов. Его «Концерт по заявкам» регулярно появлялся в эфире. С ним Чистяков выступал вплоть до своей гибели. Им он завершал большинство концертных программ, где ему доводилось выступать.
Чистяков делал также пародии на Майю Кристалинскую, Анну Герман, Владимира Трошина и других популярных исполнителей.

### Гибель
Погиб в возрасте 28 лет. Самолёт Ан-10, на котором артист 18 мая 1972 года летел из Москвы на юбилей Харьковского театра оперетты, в результате усталостного разрушения элементов крыла и перегрузок на посадочном курсе разбился в 24 километрах от Харьковского аэропорта при заходе на посадку.
Утром он опоздал на самолёт, которым должен был лететь в Харьков. Приехал во Внуково, когда самолёт уже должен был взлететь. Но вылет задержали по техническим причинам. В аэропорту он снова опоздал — трап уже отогнали от самолёта. Но когда экипаж узнал, что опаздывающий — Чистяков, трап снова подогнали.
Чистяков был очень суеверным, особенно он не любил число 13; в самолёте у него оказалось 13-е место.
Чистяков был похоронен после кремации в Ленинграде, на Богословском кладбище, участок 39, в конце Канавной дорожки. На могиле установлен гранитный обелиск с портретом.
В 1993 году к 50-летию Чистякова вышла книга воспоминаний об артисте «Виктор Чистяков — гений пародии», автор — журналист Михаил Садчиков. В 2005 году о жизни Чистякова также снят документальный фильм «Гений пародии. Недолгая жизнь Виктора Чистякова».

## Особенности голоса
Чистяков с лёгкостью создавал свои звуковые образы совершенно разными голосами, в разной манере. Сочетание «золотого горла», природной одарённости, мастерства, уважения к тому, что он делает, делало его уникальным. По легенде, когда снимался документальный фильм о Сергее Лемешеве, где были отрывки из его произведений, в одной из арий были какие-то ноты, которые певец, находясь уже в преклонном возрасте, был не в состоянии взять. Лемешев долго мучался, пытаясь перезаписать музыкальную фонограмму. И тогда возникла идея попросить Чистякова выполнить такой трюк, с чем Виктор успешно справился. Даже если предположить, что это вымысел, то он возник, потому что Чистяков удачно имитировал любого из своих персонажей. Он мечтал петь своим голосом, но при этом отмечал: «Я не знаю, какой у меня голос». При попытках создать свой вокальный репертуар у Чистякова ничего даже отдалённо не получалось в пробах. Артист постоянно сбивался на пародийность. У него совсем не было певческой школы, часто болели связки.
Уникальность Чистякова, отмечали специалисты, заключалась в его непревзойдённой способности подражать женским голосам. Это не доступно практически ни одному ныне концертирующему пародисту. Обладая голосом теноровой природы и редкостным музыкальным слухом, Чистяков точно копировал певцов-теноров, однако с успехом воспроизводил и баритоновые голоса. Чистяков не учился пению профессионально, однако он пел как мастера бельканто Козловский и Лемешев. Такой музыкальный дар сочетался с тончайшей актёрской чуткостью и наблюдательностью, с помощью которых Чистяков проникал в самую сущность пародируемого артиста, воспроизводил все нюансы и особенности его голоса.
Среди пародистов, на которых оказал влияние Чистяков, — Геннадий Хазанов (получивший всесоюзную известность в середине 1970-х), Сергей Безруков, Владимир Винокур, Максим Галкин.

## Воспоминания о Чистякове
Тексты пародий ему писали в разное время актёр Станислав Ландграф, поэты Илья Резник и Юрий Энтин. Вот что вспоминал о сотрудничестве с Чистяковым Энтин:

«В ту первую встречу сели за стол, разговаривали так, будто мы сто лет знакомы, а потом где-то часов в двенадцать он сообщил, что назавтра утром назначена репетиция концерта, а вечером уже сам концерт, и нам с ним нужно сделать шесть пародий. Я растерялся: „Обожди, ну, допустим, я напишу, но как же ты всё это выучишь?!“ Он ответил: „Ничего учить не придётся! Будет такой ход: как будто пришла телеграмма от Козловского, затем — ещё от кого-то“. И вот всю ночь, до пяти-шести утра, я писал эти пародии, потом мы с ним поехали на утреннюю репетицию, потому что я ещё не всё дописал и нужно было придумывать на месте, кроме того, аккомпаниатор должен был проверить — насколько мои слова хорошо звучат, ложатся на музыку, и дальше, к моему огромному удивлению, Виктор выходил на сцену уверенный в себе, абсолютный победитель, и, совершенно не ошибаясь, пел. Действительно, он заглядывал в текст, но делал это немыслимо органично, как будто читал телеграммы от звёзд эстрады, у зрителей и мысли не возникало, что десять минут назад я последние слова дописывал».

Большому успеху Чистякова способствовала ловкость и подвижность его тела, он легко и вдохновенно танцевал и исполнял различные акробатические трюки, а также остроумные и немного ехидные стихи Резника и Энтина.
На два последних года жизни Чистякова приходится его огромная популярность. Достаточно было объявить «Выступает наш гость из Ленинграда…», как зал взрывался овациями. Этот же приём после его смерти использовали и другие артисты, рассказывал Геннадий Хазанов. Близкий друг Энтин готовил Чистякову большую карьеру в мультипликации. По воспоминаниям Энтина, он практически предчувствовал его смерть. Предчувствовал её, видимо, и сам Чистяков, о чём вспоминал Хазанов:

«Последние дни — и это подтверждается его последней фотографией на пластинке — он на концерты приходил в чёрной рубашке. Носил светло-голубой костюм и чёрную рубашку. На этом последнем концерте в Колонном зале ведущий Борис Брунов при мне спросил: „Витя, не кажется ли вам, что это не концертная рубашка?“. А он ответил: „Борис Сергеич, ну что вы ко мне пристали, может быть, у меня траур“. Это было фактически за несколько часов до его гибели».

Фотографии Чистякова в чёрной рубашке и светлом костюме, сделанные незадолго до гибели, представлены в документальном фильме «Виктор Чистяков — гений пародии». Энтин пытался отговаривать Чистякова от полёта на юбилей Харьковского театра оперетты, мотивируя необязательностью этого мероприятия в графике артиста, однако Виктор не отменил поездку. Неожиданная гибель Чистякова осталась невосполнимой утратой для советской эстрады. Геннадий Хазанов полагал, что после гибели Чистякова возникло ощущение пустоты на эстраде, поскольку не нашлось артистов такой одарённости.
О пародиях Чистякова на зарубежных исполнителей Энтин вспоминал:

"Как-то стал в такой обстановке объяснять мне, что он владеет ещё десятком разных голосов, но не знает, что с ними делать, как подойти, потому что его герои поют на иностранном языке, и как тут сделать пародию, как написать слова? «Ну, кого ты можешь показать?» — спросил я. И он стал делать Анну Герман, петь «Эвридики» абсолютно точно и до страшноты похоже. Потом — Робертино Лоретти, замечательно показал Тома Джонса, Мирей Матьё. Я стал думать, как это сделать, почти ничего не придумал, но тем не менее что-то всё-таки предложил: как бы польский, как бы французский язык… Помню, первая фраза у Матьё была: «Держу пари», были там и другие слова, которые могли сойти за французские, например, «тужурка». И он даже исполнил это в радиопередаче «Доброе утро». /…/.

Касаясь «потаённых сторон» жизни пародиста, Геннадий Хазанов упоминал об «очень тесной дружбе Виктора с одним чехом», в связи с чем Чистяков часто летал в Чехословакию. В связи с этим отмечалось, что Чистяков, возможно, имел планы выехать в эту страну, — и по дружеским мотивам, и по причине того, что тонко чувствовал вокализацию языка и «очень хорошо владея своим аппаратом, наверное, мог бы делать какие-то интернациональные пародии».

## Творчество
- «Радиоконцерт по заявкам для тех, кто спит» — пародия на Леонида Утёсова, Людмилу Зыкину, Полада Бюль-Бюль оглы, Ивана Козловского, Эдиту Пьеху, Муслима Магомаева и других популярных исполнителей.
- «Голубые города» — пародии на популярную песню (как, по мнению пародиста, её исполнили бы Иван Козловский, Эдуард Хиль, Эдита Пьеха, а также Мирей Матьё и Луи Армстронг).
- «К юбилею „Ленфильма“» — пародии на Эдиту Пьеху и Людмилу Зыкину.

Записи выступлений Чистякова, к которым в XXI веке снова возрос интерес, широко представлены на сервисе Youtube.

### Фильмография
- 1969 — Похищение — пародии на Ивана Козловского, Клавдию Шульженко, Муслима Магомаева и Ольгу Воронец.
- 1969 — В тринадцатом часу ночи — пародии на фильм «Шербурские зонтики», Эдиту Пьеху и Эдуарда Хиля.
- 1970 — Спеши строить дом — пародии на Людмилу Зыкину, Эдиту Пьеху и оперетту Исаака Дунаевского «Белая акация».

### Объекты пародий

#### Советские исполнители
- Полад Бюль-Бюль Оглы
- Ольга Воронец
- Людмила Зыкина
- Иван Козловский
- Майя Кристалинская
- Сергей Лемешев
- Муслим Магомаев
- Эдита Пьеха
- Николай Сличенко
- Владимир Трошин
- Леонид Утёсов
- Эдуард Хиль
- Клавдия Шульженко
- Татьяна Шмыга

#### Зарубежные исполнители
- Луи Армстронг
- Анна Герман
- Том Джонс
- Робертино Лоретти
- Мирей Матьё

## Наследие
- В Санкт-Петербурге в 1998 году создан Санкт-Петербургский театр двойников и пародии Жанэ Пати имени Виктора Чистякова.
- В городе Уфе пародист Александр Чистяков в 2008 году создал школу-студию «Академия пародии имени Виктора Чистякова».